# Gare de Gan
Gare de Gan vasútállomás Franciaországban, Gan településen.

## Vasútvonalak
Az állomást az alábbi vasútvonalak érintik:
- Pau–Canfranc-vasútvonal

## Kapcsolódó állomások
A vasútállomáshoz az alábbi állomások vannak a legközelebb:
- Gare de La Croix-du-Prince
- Gare de Buzy-en-Béarn